# شیر، کمد و جادوگر (فیلم ۱۹۷۹)
«شیر، کمد و جادوگر» (انگلیسی: The Lion, the Witch and the Wardrobe (1979 film)) یک فیلم به کارگردانی بیل ملندز است که در سال ۱۹۷۹ منتشر شد. از بازیگران آن می‌توان به شیلا هنکاک، آرتور لووی، لئو مک‌کرن، و دونالد سی. پارکر اشاره کرد.